# Ernest Courtot de Cissey

Ernest Louis Courtot de Cissey

Ernest Louis Octave Courtot de Cissey, född 23 december 1810 och död 15 juni 1882, var en fransk militär.
Cissey tjänstgjorde fram till 1848 i Algeriet och deltog som souschef i generalstaben under Krimkriget. Han blev brigadgeneral 1854 och divisionsgeneral 1863, och förde under fransk-tyska kriget befälet över 1:a infanteridivisionen och blev fången vid Metz. Efter fredsslutet tog Cissey som chef för den nybildade 2:a armékåren av Versaillesarmén verksam del i bekämpandet av Pariskommunen. Han var krigsminister 1871-73 samt 1874-76 och genomförde under sin tid som sådan den franska arméns reorganisation. 1875 valdes han till senator på livstid och blev 1878 chef för 11:e armékåren i Nantes. Han avgick ur aktiv tjänst 1880.